# Howard Yates
Howard Yates (* 3. Mai 1913; † 8. November 1989) war ein australischer Sprinter.
Bei den British Empire Games 1934 in London wurde er Sechster über 100 Yards und kam mit der australischen 4-mal-110-Yards-Stafette auf den vierten Platz. 1938 wurde er bei den British Empire Games in Sydney Sechster über 100 Yards, Fünfter über 220 Yards und gewann Bronze mit der australischen 4-mal-110-Yards-Stafette. 
Zweimal wurde er Australischer Meister über 220 Yards (1934, 1937) und je einmal über 100 Yards (1937) und 440 Yards (1936). Über 220 Yards stellte er seine persönliche Bestleistung von 21,4 s (entspricht 21,3 s über 200 m) im Halbfinale der British Empire Games 1938 auf.